# Ачху
Ачху (чечен. Ӏашхи) — река в России, протекает по Ачхой-Мартановскому району Чеченской Республики. Длина реки составляет 26 км. Площадь водосборного бассейна — 93,1 км².
Начинается в урочище Валерчук в буково-липовом лесу, течёт на северо-восток до села Старый Ачхой, где выходит из леса на открытую местность. Затем меняет направление течения на северное, пересекает Ачхой-Мартан. Впадает в Фортангу западнее Шаами-Юрта, около моста автодороги Р-29. В нижнем течении местами теряется среди мелиорационных каналов. Ранее впадала в реку Асса.

## Данные водного реестра
По данным государственного водного реестра России относится к Западно-Каспийскому бассейновому округу, водохозяйственный участок реки — Сунжа от истока до города Грозный. Речной бассейн реки — Реки бассейна Каспийского моря междуречья Терека и Волги.
Код объекта в государственном водном реестре — 07020001112108200005581.